# District de Confolens
Le district de Confolens est une ancienne division territoriale française du département de la Charente de 1790 à 1795.
Il était composé des cantons de Confolens, Allouë, Brigueuil, Chabanais, Champagne, Laperuze, Saint Claud et Saint Germain.